# Alija
Alija (hebreiska: עֲלִיָּה) är invandringen av judar från den judiska diasporan till Israel. Begreppet har den ursprungliga betydelsen "uppgående", vilket syftar på när en person kallas fram för ett offentligt uppläsande ur Torah. Den israeliska "återvändarlagen" från 1950 möjliggör medborgarskap för den med judisk börd.